# Дивный (Ульяновская область)
Ди́вный — посёлок в Мелекесском районе Ульяновской области. Административно входит в состав Рязановского сельского поселения.

## История
Совхоз «Правда» образован в 1926 году. 
С 1943 года свиноводческий совхоз "Правда" стали называть посёлок Дивный. 
В 1955 году земли совхоза «Рязановский» присоединили к совхозу «Правда». С 1 апреля 1966 года приказом Министерства сельского хозяйства РСФСР от 2 апреля 1966 года № 158 к нему присоединили отделение №1 Мелекесскогооткормсовхоза.
Функции: производство сельскохозяйственной продукции, улучшение сортового и племенного производства.
В 1986 году указом ПВС РСФСР посёлок центральной усадьбы совхоза «Правда» переименован в Дивный.

## Население
| 2010 |
| ---- |
| 1008 |

## Известные люди
- Вадин, Яков Максимович — комбайнер совхоза «Правда», Герой Социалистического Труда(1976)[4].
- Ковалёва, Анастасия Васильевна ― заместитель председателя областного Совета Народных депутатов, заместитель главы администрации Ульяновской области, почётный гражданин Ульяновской области (2000), работала агрономом совхоза «Правда».

## Инфраструктура
В посёлке действует: школа им. Героя Социалистического Труда Я. М. Вадина, детский сад, дом культуры, магазины, почтовое отделение, офис врача общей практики. 

## Достопримечательности
- Скульптура воина (1970 г.)[6].